# Katedrála na Wawelu

Poloha katedrály uvnitř hradu na Wawelu.

Katedrála na Wawelu, plným názvem Katedrální bazilika svatého Stanislava a svatého Václava, je arcidiecézní kostel na Wawelském pahorku v Krakově v Malopolském vojvodství. Je to polské posvátné místo velkého národního a historického významu a je i polskou kulturní památkou. Tradiční místo korunovací polských králů, z nichž mnozí jsou tu pohřbeni, stejně jako svatí Stanislav a Hedvika z Anjou a další významné osobnosti polského národa.

## Historie
První kostel svatého Václava na Wawelu vznikl kolem roku 1020, krátce poté co se stal Krakov biskupstvím. V roce 1038 jej vypálil český kníže Břetislav I. a byl pak přestavěn na kostel sv. Gereona, jehož zbytky jsou zachovány v západním hradním křídle. Druhá katedrála svatého Stanislava a svatého Václava, tzv. Hermannův dóm, vznikla v letech 1090 až 1142. Trojlodní románská bazilika se dvěma chóry, dvěma kryptami a dvěma věžemi padla roku 1305 za oběť požáru, některé části stavby ale zůstaly nepoškozeny.
Roku 1320 byl v zachované části kostela korunován Vladislav I. Lokýtek, který dal ve stejném roce stavět novou, gotickou katedrálu. Roku 1346 byl dostavěn presbytář a roku 1364 loď s transeptem a bočními loděmi. Celek tvoří trojlodní baziliku na obdélném půdorysu s transeptem, delším presbytářem a chórovým ochozem. V dalších stoletích se katedrála různě upravovala a přestavovala a přibývaly další kaple. V katedrále se korunovali polští králové, a to i po roce 1609, kdy králové přesídlili do Varšavy. V letech 1655-1657 a opět roku 1702 zařízení katedrály zničili Švédové, v letech 1895–1910 byla celá stavba důkladně restaurována. Od 19. století se v katedrále začali pochovávat i významní vojevůdci a spisovatelé, ve 20. století i vrcholní politici, naposledy prezident Kaczynski s manželkou (2010). Za druhé světové války Němci katedrálu uzavřeli a část zařízení se ztratila.
| |
| 1. Zikmundova věž 2. Pokladnice 3. Kaple Czartoryských v přízemí Hodinové věže 4. Síň 5. Kaple Maciejowského 6. Kaple Lipských 7. Kaple Skotnických 8. Kaple Zebrzydowského 9. Zákrystie 10. Kaple Gamratova 11. Mariánská kaple 12. Kaple Tomického 13. Kaple Załuského 14. Kaple Jana Olbrachta 15. Kaple Zadzika 16. Kaple Konarského 17. Kaple Zikmundova 18. Kaple Wazů 19. Kaple Szafrańců v přízemí Vikářské věže 20. Kaple Potockých 21. Kaple Svatého kříže 22. Kaple Svaté trojice 23. Náhrobek sv. Stanislava 24. Hlavní oltář |

## Popis

### Popis zevnějšku
Trojlodní gotická katedrála na obdélném půdoryse se třemi věžemi a věncem kaplí kolem je postavena z bílého vápence a cihel. Na severovýchodní straně k ní přiléhá Zikmundova věž ze 14. století, postavená jako část opevnění hradu Wawel, s helmovou střechou ze 16. století. Ve třetím patře věže visí zvon svatého Zikmunda o průměru 2,5 metru a váze asi 10 tun. Byl objednán Zikmundem Starým v roce 1520 u norimberského zvonaře Hanse Behema. Na severozápadě přiléhá nejvyšší „Hodinová věž“, gotická stavba z cihel s barokní helmicí ze 17. století. První hodiny byly instalovány roku 1521. K jihozápadnímu rohu katedrály přiléhá „Vikářská věž“ se čtyřmi zvony, zvaná také „Věž stříbrných zvonů“. Spodní část věže je pozůstatek románské katedrály a vedle věže je východ z královské hrobky.
Na severovýchodě se ke katedrále přimyká pokladnice a kapitulní knihovna. Na jihu se nachází renesanční kaple dynastie Wasů a renesanční Zikmundova kaple s pozlacenou střechou. Slouží jako pohřební kaple posledních Jagellonců a vznikla v letech 1524 až 1533. Na její východní stěně visí stříbrný triptych Panny Marie, dílo umělců z Norimberku.

### Popis vnitřku
U vchodu do katedrály visí mamutí kost, velrybí žebro a kel nosorožce, které snad měly chránit katedrálu před zlem. Vnitřek katedrály byl pozdějšími úpravami silně pozměněn, v lodi a presbytáři se však zachovala gotická okna a křížové klenby. Na stěnách lodi jsou dřevěné sochy čtyř Učitelů církve (kolem 1500), na různých místech flanderské tapiserie ze 2. poloviny 17. století. Uprostřed lodi v křížení je barokní mauzoleum (confessio) svatého Stanislava z roku 1629, sarkofág pobitý stříbrným plechem s baldachýnem. Presbytář je od barokně přestavěného ochozu oddělen plnými stěnami. Vnitřní zařízení katedrály je z doby její barokizace ze 17. a 18. století. Autory barokního zařízení jsou většinou italští umělci jako: Giovanni Trevano, Giovanni Battisti Gisleni, Francesco Placidi a Kacper Bazanka. Tvůrci předbarokního inventáře jsou Veit Stoss, Bartholomeo Berrecci, Giovanni Maria Padovano a Santi Gucci. Hlavní oltář je barokní z roku 1650 s obrazem Ježíše Krista na kříži. Na obou stranách stojí raně barokní chórové lavice z roku 1620. Na jednom z oltářů se nachází krucifix ze 14. století. Varhany jsou z roku 1785.

### Pohřbení v katedrále

#### Polští králové
- Vladislav I. Lokýtek
- Kazimír III. Veliký
- Hedvika z Anjou
- Vladislav II. Jagello
- Kazimír IV. Jagellonský
- Jan I. Olbracht
- Zikmund I. Starý
- Zikmund II. August
- Štěpán Báthory
- Anna Jagellonská (1523–1596)
- Zikmund III. Vasa
- Vladislav IV. Vasa
- Jan Kazimír II. Vasa
- Michał Korybut Wiśniowiecki
- Jan III. Sobieski
- August II. Silný

#### Polští svatí
- Stanislav I. ze Szczepanowa (1030–1079), krakovský biskup a mučedník
- Hedvika z Anjou (1374–1399), polská královna

#### Další osobnosti
- Tadeusz Kościuszko (1746–1817), vojevůdce a generál
- Józef Poniatowski (1763–1813), generál
- Adam Mickiewicz (1798–1855), básník a spisovatel
- Juliusz Słowacki (1809–1849), romantický básník a dramatik
- Cyprian Kamil Norwid (1821–1883, zem z jeho hrobu ve Francii), básník a malíř
- Józef Piłsudski (1867–1935), velitel a vrcholný politik
- Władysław Sikorski (1881–1943), generál a exilový premiér
- Adam Stefan Sapieha (1867–1951), krakovský arcibiskup a kardinál
- Lech Kaczyński (polský prezident, 1949–2010) a jeho manželka Maria Kaczyńska

## Kapitula
Kapitula byla založena kněžnou Ziębickou. Budova pochází z 15. století a původně zde bydleli kanovníci. Roku 1775 přestavěna na archiv a knihovnu s cennými rukopisy a inkunábulemi, která patří k nejstarším v Polsku.

## Jiné
Katedrála je přístupná bezbariérově speciálním bočním vchodem.